# Нью-Голланд (Огайо)
Нью-Голланд (англ. New Holland) — селище (англ. village) в США, в округах Пікавей і Файєтт штату Огайо. Населення — 804 особи (2020).

## Географія
Нью-Голланд розташований за координатами 39°33′17″ пн. ш. 83°15′34″ зх. д. / 39.55472° пн. ш. 83.25944° зх. д. (39.554616, -83.259377).  За даними Бюро перепису населення США в 2010 році селище мало площу 4,87 км², уся площа — суходіл.

## Демографія
Згідно з переписом 2010 року, у селищі мешкала 801 особа в 308 домогосподарствах у складі 212 родин. Густота населення становила 164 особи/км².  Було 363 помешкання (75/км²).
Расовий склад населення:
| - 97,6 % — білих - 0,4 % — корінних американців - 0,2 % — чорних або афроамериканців - 0,2 % — азіатів - 1,0 % — осіб інших рас |

До двох чи більше рас належало 0,5 %. Частка іспаномовних становила 1,0 % від усіх жителів.
За віковим діапазоном населення розподілялося таким чином: 22,7 % — особи молодші 18 років, 62,8 % — особи у віці 18—64 років, 14,5 % — особи у віці 65 років та старші. Медіана віку мешканця становила 41,2 року. На 100 осіб жіночої статі у селищі припадало 101,8 чоловіків;  на 100 жінок у віці від 18 років та старших — 99,0 чоловіків також старших 18 років.
Середній дохід на одне домашнє господарство  становив 49 136 доларів США (медіана — 40 469), а середній дохід на одну сім'ю — 58 166 доларів (медіана — 53 333). Медіана доходів становила 45 000 доларів для чоловіків та 37 813 долари для жінок. За межею бідності перебувало 21,3 % осіб, у тому числі 28,2 % дітей у віці до 18 років та 10,1 % осіб у віці 65 років та старших.
Цивільне працевлаштоване населення становило 238 осіб. Основні галузі зайнятості: освіта, охорона здоров'я та соціальна допомога — 26,1 %, роздрібна торгівля — 18,5 %, виробництво — 12,6 %, транспорт — 10,5 %.